# Andreas Ogris
Andreas Ogris (nascut el 7 d'octubre de 1964 a Viena, Àustria) és un exfutbolista austríac dels anys 80 i 90.

## Trajectòria
Va defensar els colors dels clubs Austria Viena, Admira Wacker i RCD Espanyol de Barcelona.
També fou internacional amb la selecció de futbol d'Àustria, amb la qual disputà 63 partits i marcà 11 gols. Amb la seva selecció participà en la Copa del Món de Futbol de 1990.